# Legător
Legător, de la verbul "a lega" este o bucată de sfoară cu un nod sau mai multe, folosită în unele ritualuri de înmormântare din Transilvania. 
Legătorul avea dimensiuni diferite și era făcut din sfoară de păr de cal, de obicei negru și se credea că oprește sufletul decedatului să părăsească lumea în care a trăit. Îl lega de casă, de pământ de locurile care i-au fost dragi pentru totdeauna. Acest obicei a fost întâlnit în general în sate din Transilvania, dar și în Muntenia, în comunitățile mici unde bătrâne ale satului făceau "legătorul" cu mulți ani înainte de a fi folosit. 
Legătorul poate fi distrus prin foc, dacă e ars, aruncat în foc. Foarte important este că legătorul se cumpără, el nu se primește. În tradiția populară din Transilvania se spune că dacă mortul și-a cumpărat un legător și l-a aruncat încă din timpul vieții într-o apă curgătoare atunci el va rămâne după moarte în lumea asta pe veci. 
Legătorul nu este văzut ca fiind un lucru bun, ci mai degrabă ca unul din cele mai rele blesteme pentru toată familia celui decedat. De aceea în tradițiile de înmormântare sunt foarte multe obiceiuri legate de trecerea în neființă a celor care au răposat, de la felului în care decedatul este îmbrăcat, cu hainele cele mai bune. La încălțăminte nu se fac noduri pentru că „ce-i legat în cer îi legat și pe Pământ”.
„La mort nu trebuie să faci nici un nod, nici la băieri (la gât), nici la ața cu care se încinge, nici la opinci, că nu poate trece vămile”
Unul dintre cele mai populare dansuri asociate priveghiului era Chipăruşul, în zona Vrancei, la Nereju și în Transilvania.
„Participanții, mascați și nemascați, înlănțuiți unul după altul pornesc, ținându-se fiecare de cingătoarea celui din față, un dans vijelios întețit din ce în ce mai mult de ritmul muzicii. Cei din coada șirului sunt aruncați, prin dibăcia celui care conduce jocul, în flăcările focului care întrec un stat de om. Unii cad în foc de unde se ridică cu hainele pârlite și pline de cenușă. Focul era menit să distrugă orice "legătură" cu lumea asta fiindcă prin flăcările focului era trecut și mortul, practică la care s-a renunțat în timp, întrucât preoții au refuzat să mai oficieze, în asemenea condiții, slujbele de înmormântare”— informa Ion Ghinoiu, în volumul Dicționar de Mitologie română (Editura Univers Enciclopedic Gold, 2013)